# Charles Massonnet
Charles Ernest Massonnet (Arlon, 14 de abril de 1914 — Liège, 4 de abril de 1996) foi um engenheiro belga.
Graduado em Engenharia Civil na Universidade de Liège, em 1936.